# Scaphoidophyes rigidus
Scaphoidophyes rigidus är en insektsart som beskrevs av Barnett 1980. Scaphoidophyes rigidus ingår i släktet Scaphoidophyes och familjen dvärgstritar. Inga underarter finns listade i Catalogue of Life.